# 中國共產黨基隆市工作委員會
中國共產黨基隆市工作委員會成立於1949年5月，前身為1947年9月成立的「中國共產黨基隆中學支部」。成立於台灣省基隆市，以該地區最高學府基隆中學為發展根據地的該共產黨組織，隸屬中國共產黨台灣省工作委員會，實際負責人為基隆中學校長鍾浩東。
該委員會成立與1945年10月後，國民黨政府對台灣統治政績不彰與1947年爆發的二二八事件有絕對關係。以鍾浩東為主的學者，藉由發行地下刊物《光明報》與成立共產思想與書籍讀書會，來試圖擴張共產勢力，並反抗國民黨。
1949年8月23日，中華民國國軍知名將領毛人鳳所率領的國防部保密局聲稱破獲名稱為「中共台灣省基隆工作委員會案」的「匪諜案」。直至1951年2月的長期搜捕活動後，不但逮捕並槍決該委員會成立者鍾浩東校長與也連同派送刊物與閱讀左派書籍的主要幹部教師共七名，更將多達37名涉案輕微老師與在校學生判決十年至兩年多徒刑。
台灣知名作家藍博洲小說《幌馬車之歌》即描繪鍾浩東及此案件。